# Nordische Junioren-Skiweltmeisterschaften 1983
Die 6. Nordischen Junioren-Skiweltmeisterschaften 1983 fanden vom 11. bis 13. März 1983 im finnischen Kuopio statt. Sie wurden erstmals in Finnland ausgetragen, wenngleich Lieto 1975 bereits die Junioren-Skieuropameisterschaften veranstaltete.
Erfolgreichste Nation der Titelkämpfe war die Sowjetunion mit drei Gold-, einer Silber- und drei Bronzemedaillen vor der DDR mit einer Gold- und zwei Bronzemedaillen und Finnland mit einer Gold- und einer Bronzemedaille. Österreich gewann eine Goldmedaille. Die zweitmeisten Medaillen nach der Sowjetunion erreichte Norwegen, das zwar keine Gold-, aber dafür fünf der sechs vergebenen Silbermedaillen gewann. Die Sowjetunion war vor allem im Langlauf erfolgreich, wo sie ihre sämtlichen sieben Medaillen errang.

## Wettkampfstätten
Die Skisprungwettbewerbe wurden auf der 1949 errichteten Puijo-Schanze ausgetragen. Die Langlaufwettbewerbe der Kombinierer und der Spezialisten wurden auf Loipen der Umgebung durchgeführt.

## Langlauf Junioren

### 10 km
| Platz | Sportler              | Land                            | Zeit (min) |
| ----- | --------------------- | ------------------------------- | ---------- |
| 1     | Oleksandr Uschkalenko | Sowjetunion                     | 41:38,7    |
| 2     | Wladimir Smirnow      | Sowjetunion                     | 42:26,9    |
| 3     | Andrei Astaschkin     | Sowjetunion                     | 42:35,1    |
| 4     | Christer Majbäck      | Schweden                        | 42:35,6    |
| 5     | Uwe Wünsch            | Deutsche Demokratische Republik | 42:47,1    |
| 6     | Larry Poromaa         | Schweden                        | 42:55,7    |
| 7     | Alexei Prokurorow     | Sowjetunion                     | 42:56,1    |
| 8     | Jean-Luc Thomas       | Frankreich                      | 43:17,8    |
| 9     | Torgny Mogren         | Schweden                        | 43:26,6    |
| 10    | Elbert Karlsson       | Schweden                        | 43:34,6    |
|       |                       |                                 |            |
| 17    | Holger Bauroth        | Deutsche Demokratische Republik | 44:05,2    |
| 18    | Jeremias Wigger       | Schweiz                         | 44:08,5    |
| 22    | Hans-Luzi Kindschi    | Schweiz                         | 44:42,4    |
| 24    | Konstantin Ritter     | Liechtenstein                   | 44:44,6    |
| 25    | Hanspeter Furger      | Schweiz                         | 44:48,4    |
| 28    | Jean-Marc Dräyer      | Schweiz                         | 45:03,5    |
| 34    | Wolfgang Kattnig      | Österreich                      | 45:14,6    |
| 37    | Mathias Hermann       | Deutsche Demokratische Republik | 45:33,7    |
| 40    | Johann Standmann      | Österreich                      | 45:42,4    |
| 42    | Roland Biermaier      | BR Deutschland                  | 46:03,0    |
| 44    | Wolfgang Ritzinger    | Österreich                      | 46:12,0    |
| 47    | Thomas Waidelich      | BR Deutschland                  | 46:19,0    |
| 52    | Heinz Fersterer       | Österreich                      | 46:56,9    |
| 54    | Thomas Fischer        | BR Deutschland                  | 47:15,4    |

Datum: 11. März 1983
Es waren 60 Läufer am Start.

### 3 × 5 km Staffel
| Platz | Sportler                                                 | Land                            | Zeit (std) |
| ----- | -------------------------------------------------------- | ------------------------------- | ---------- |
| 1     | Andrei Astaschkin Oleksandr Uschkalenko Wladimir Smirnow | Sowjetunion                     | 1:22:16,4  |
| 2     | Terje Langli Hans-Christian Udnæs Vegard Ulvang          | Norwegen                        | 1:24:00,1  |
| 3     | Holger Bauroth Mathias Hermann Uwe Wünsch                | Deutsche Demokratische Republik | 1:25:25,0  |
| 4     | Jan Baranyk Pavel Benc Stefan Lichon                     | Tschechoslowakei                | 1:25:50,0  |
| 5     | Elbert Karlsson Torgny Mogren Larry Poromaa              | Schweden                        | 1:26:17,7  |
| 6     | Hanspeter Furger Hans-Luzi Kindschi Jeremias Wigger      | Schweiz                         | 1:26:24,4  |
| 7     | Seppo Rantanen Hannu Viitala Heikki Kanerva              | Finnland                        | 1:26:36,3  |
| 8     | Daniel Layat Michel Wehrey Jean-Luc Thomas               | Frankreich                      | 1:27:18,5  |
| 9     | Wolfgang Ritzinger Johann Standmann Wolfgang Kattnig     | Österreich                      | 1:27:53,3  |
| 10    | Silvano Barco Giuseppe Puliè Attilo Romani               | Italien                         | 1:28:26,7  |
| 12    | Thomas Waidelich Thomas Fischer Roland Biermaier         | BR Deutschland                  | 1:30:54,1  |

Datum: März 1983
Es waren 14 Teams am Start.

## Langlauf Juniorinnen

### 5 km
| Platz | Sportler                     | Land                            | Zeit (min) |
| ----- | ---------------------------- | ------------------------------- | ---------- |
| 1     | Swetlana Sacharowa           | Sowjetunion                     | 14:29,5    |
| 2     | Hilde Gjermundshaug Pedersen | Norwegen                        | 14:30,8    |
| 3     | Anfissa Romanowa             | Sowjetunion                     | 14:31,9    |
| 4     | Jaana Savolainen             | Finnland                        | 14:38,5    |
| 5     | Marjo Matikainen             | Finnland                        | 14:43,4    |
| 6     | Swetlana Nikitina            | Sowjetunion                     | 14:43,8    |
| 7     | Katrin Schneider             | Deutsche Demokratische Republik | 14:47,7    |
| 8     | Anna-Lena Fritzon            | Schweden                        | 14:50,1    |
| 9     | Heike Reime                  | Deutsche Demokratische Republik | 14:52,1    |
| 10    | Solveig Pedersen             | Norwegen                        | 14:55,1    |
|       |                              |                                 |            |
| 12    | Steffi Messner               | Deutsche Demokratische Republik | 14:59,1    |
| 21    | Annelies Lengacher           | Schweiz                         | 15:28,8    |
| 22    | Ilka Rahm                    | Deutsche Demokratische Republik | 15:33,4    |
| 24    | Martina Schönbächler         | Schweiz                         | 15:34,8    |
| 26    | Elke Rombach                 | BR Deutschland                  | 15:39,9    |
| 27    | Gerlinde Wilke               | BR Deutschland                  | 15:40,4    |
| 33    | Margrit Ruhstaller           | Schweiz                         | 15:51,6    |
| 35    | Sabine Buhl                  | BR Deutschland                  | 15:59,2    |
| 39    | Sabine Kademann              | BR Deutschland                  | 16:05,1    |
| 42    | Margot Kober                 | Österreich                      | 16:11,8    |
| 43    | Claudia Dittberner           | Österreich                      | 16:15,1    |
| 46    | Cornelia Sulzer              | Österreich                      | 16:26,5    |

Datum: 11. März 1983
Es waren 48 Läuferinnen am Start.

### 3 × 5 km Staffel
| Platz | Sportler                                                   | Land                            | Zeit (min) |
| ----- | ---------------------------------------------------------- | ------------------------------- | ---------- |
| 1     | Jaana Savolainen Marjo Matikainen Riikka Salonen           | Finnland                        | 44:49,0    |
| 2     | Ellen Lunde Solveig Pedersen Hilde Gjermundshaug Pedersen  | Norwegen                        | 45:02,3    |
| 3     | Anfissa Romanowa Swetlana Nikitina Swetlana Sacharowa      | Sowjetunion                     | 45:14,7    |
| 4     | Heike Reime Katrin Schneider Steffi Messner                | Deutsche Demokratische Republik | 45:22,3    |
| 5     | Ing-Marie Carlstrom Annika Dahlman Anna-Lena Fritzon       | Schweden                        | 45:23,3    |
| 6     | Klara Angerer Cristina Pellegrini Paola Pozzoni            | Italien                         | 46:21,3    |
| 7     | Jirina Nedomlelova Petra Simunikova Maria Kucerova         | Tschechoslowakei                | 47:18,2    |
| 8     | Margrit Ruhstaller Martina Schönbächler Annelies Lengacher | Schweiz                         | 47:28,6    |
| 9     | Carol Gibson Jenny Stewart Jean McAllister                 | Kanada                          | 47:50,1    |
| 10    | Cornelia Sulzer Claudia Dittberner Margot Kober            | Österreich                      | 47:50,8    |
| 11    | Gerlinde Wilke Elke Rombach Sabine Buhl                    | BR Deutschland                  | 48:05,9    |
| 12    | Lilly Shuell Mara Rabinowitz Kristen Petty                 | Vereinigte Staaten              | 48:41,2    |

Datum: März 1983
Es waren 12 Teams am Start.

## Nordische Kombination Junioren

### Einzel (Normalschanze K 90/15 km)
| Platz | Sportler        | Land           | Punkte  |
| ----- | --------------- | -------------- | ------- |
| 1     | Heiko Hunger    | DDR            | 420,100 |
| 2     | Geir Andersen   | Norwegen       | 416,600 |
| 3     | Oliver Warg     | DDR            | 404,660 |
| 4     | John Riiber     | Norwegen       | 402,400 |
| 5     | Silvio Memm     | DDR            | 401,680 |
| 6     | Toni Pellhammer | BR Deutschland | 401,140 |
| 7     | Torbjørn Løkken | Norwegen       | 400,140 |

Datum: 11. März 1983

## Skispringen Junioren

### Normalschanze
| Platz | Sportler                | Land             | Weite 1 | Weite 2 | Punkte |
| ----- | ----------------------- | ---------------- | ------- | ------- | ------ |
| 1     | Franz Wiegele           | Österreich       | 87,0 m  | 85,5 m  | 243,5  |
| 2     | Ole Christian Eidhammer | Norwegen         | 87,0 m  | 83,5 m  | 239,1  |
| 3     | Tuomo Ylipulli          | Finnland         | 85,5 m  | 83,5 m  | 234,4  |
| 4     | Frank Sauerbrey         | DDR              | 87,0 m  | 82,0 m  | 232,9  |
| 5     | Martin Švagerko         | Tschechoslowakei | 86,5 m  | 80,0 m  | 226,9  |
| 6     | Veli-Matti Ahonen       | Finnland         | 82,5 m  | 80,0 m  | 223,0  |
| 7     | Thomas Feuerstein       | Österreich       | 87,0 m  | 77,5 m  | 222,2  |
| 8     | Adolf Hirner            | Österreich       | 81,0 m  | 79,5 m  | 218,3  |
| 9     | Miroslav Polák          | Tschechoslowakei | 81,0 m  | 79,5 m  | 218,3  |
| 10    | Veli Rautio             | Kanada           | 83,0 m  | 75,0 m  | 211,8  |

Datum: 11. März 1983

## Nationenwertung
| Platz | Land                            | Gold | Silber | Bronze | Gesamt |
| ----- | ------------------------------- | ---- | ------ | ------ | ------ |
| 1     | Sowjetunion                     | 3    | 1      | 3      | 7      |
| 2     | Deutsche Demokratische Republik | 1    | 0      | 2      | 3      |
| 3     | Finnland                        | 1    | 0      | 1      | 2      |
| 4     | Österreich                      | 1    | 0      | 0      | 1      |
| 5     | Norwegen                        | 0    | 5      | 0      | 5      |